# Boas práticas
Boas práticas é uma expressão derivada do inglês best practice, a qual denomina técnicas identificadas como as melhores para realizar determinada tarefa. Por exemplo, as boas práticas para se calcular uma equação são as melhores formas para se atingir um melhor resultado, e por isso, é sempre recomendável seguir as boas práticas.
Em diversas profissões têm sido criadas normas de boas práticas que definem a forma correta de atuar dos respectivos profissionais. Como exemplos de tais normas pode-se referir as normas feitas pela Ordem dos Farmacêuticos em Portugal, para a farmácia comunitária e farmácia hospitalar.